# Assemblée du peuple de Corée du Nord
Pour les autres articles nationaux ou selon les autres juridictions, voir Assemblée du peuple.
L'Assemblée du peuple de Corée du Nord était la législature monocamérale du Comité populaire de Corée du Nord. Il se composait de 237 députés élus lors d'une réunion des comités populaires provinciaux, municipaux et départementaux, des partis politiques et des organisations sociales de Corée du Nord qui s'est tenue du 17 au 20 février 1947.
Il a tenu sa première session les 21 et 22 février 1947 et sa dernière session les 9 et 10 juillet 1948, après quoi il a été remplacé par l'Assemblée populaire suprême de la république populaire démocratique de Corée nouvellement créée.

## Histoire
Le 13 novembre 1946, le Comité populaire provisoire de Corée du Nord a organisé des élections pour les comités populaires de la province, de la ville et du comté, qui étaient les premières élections tenues en Corée du Nord.
Du 17 au 20 février 1947, des représentants des comités populaires des provinces, des villes et des comtés de Corée du Nord, ainsi que des représentants des partis politiques et des organisations sociales, se sont réunis pour organiser l'Assemblée populaire de Corée du Nord en élisant 237 députés.
L'Assemblée populaire de Corée du Nord a tenu sa première session les 21 et 22 février 1947, qui a organisé le Comité populaire de Corée du Nord avec Kim Il-sung comme président.
L'Assemblée du peuple aurait ensuite quatre sessions ordinaires supplémentaires et une session extraordinaire. Il a principalement travaillé aux préparatifs de la création de la république populaire démocratique de Corée.
Sa cinquième et dernière session ordinaire s'est tenue les 9 et 10 juillet 1948, ce qui a conduit à la mise en œuvre de la Constitution de la république populaire démocratique de Corée et à la décision d'organiser des élections pour l'Assemblée populaire suprême le 25 août 1948.
L'Assemblée du peuple de Corée du Nord a été élue par élection indirecte par des représentants des comités populaires provinciaux, municipaux et de comté, des partis politiques et des organisations sociales de toute la Corée du Nord lors d'une réunion qui s'est tenue du 17 au 20 février 1947.
Il y avait 1 159 représentants qui ont assisté à la réunion. Les représentants des comités populaires à tous les niveaux de la réunion ont été choisis sur la base d'un représentant pour trois députés des comités populaires. Chaque parti politique et organisation sociale a envoyé cinq représentants à la réunion.
Les représentants de la réunion ont ensuite élu un comité qui examinerait les candidatures à l'Assemblée du peuple. Il s'agissait d'un comité de 15 membres composé de Kim Il-sung (en tant que président du comité populaire de Pyongyang), de six présidents du comité populaire provincial, de trois représentants de partis politiques et de quatre représentants d'organisations sociales. Ce comité a ensuite choisi 237 candidats sur la base de 1 candidat pour cinq représentants à l'assemblée. Les 237 candidats ont ensuite été élus par tous les représentants présents à la réunion.
Les 237 députés élus de l'Assemblée du peuple se composaient de 86 députés du Parti du travail de Corée du Nord, 30 députés du Parti démocrate coréen, 30 députés du Parti Chondogyo-Chong-u et 91 députés indépendants.

## Pouvoirs
L'Assemblée populaire de Corée du Nord exerçait des pouvoirs législatifs et était la plus haute institution du pouvoir d'État du Comité populaire de Corée du Nord. Il a exercé au cours de son existence les pouvoirs suivants :
- Élection du président du Comité populaire de Corée du Nord.
- Élection du président de la Cour suprême.
- Élection du chef du Bureau des procureurs suprêmes.
- Décidez du commerce extérieur.
- Protéger la sécurité nationale.
- Adoptez le plan économique du peuple.
- Approuver le budget de l'État.
- Créer et modifier des zones administratives.
- Communiquer les décisions sur la mise en œuvre des amnisties.

Lorsque l'Assemblée populaire de Corée du Nord est en congé, ses pouvoirs sont exercés en son nom par le Comité permanent de l'Assemblée populaire de Corée du Nord.

## Séances
L'Assemblée populaire de Corée du Nord s'est réunie en session ordinaire une fois tous les trois mois. Au total, cinq sessions ordinaires et une session extraordinaire ont été tenues pendant l'existence de l'assemblée.
| Session        | Durée               | Les décisions |
| -------------- | ------------------- | --- |
| 1er            | 21-22 février 1947  | - Approuvé le rapport « Sur l'examen des travaux du Comité populaire provisoire de Corée du Nord ». - Elu Kim Il-sung à la présidence du Comité populaire. - Autorisation de Kim Il-sung à organiser le Comité populaire. - Élu au Comité permanent de l'Assemblée du peuple. - Approuvé le « Règlement sur le Comité populaire de Corée du Nord ». - Approuvé le « Règlement sur la Cour de Corée du Nord et le Bureau du procureur de Corée du Nord. - Élu à la tête de la Cour suprême. - Nommé à la tête du Bureau des procureurs suprêmes. - Discuté et décidé des projets de loi. |
| 2e             | 15-16 mai 1947      | - Discussion et décision sur le budget global de la Corée du Nord. - A décidé de l'approbation de l'« Ordonnance sur le budget global de la Corée du Nord pour 1947 » - Décidé sur l'approbation de l'« Ordonnance sur la modification des zones administratives des comtés de la province de Pyongan du Sud. - Adopté la décision sur l'élection supplémentaire des juges à la Cour suprême de Corée du Nord. - Juges élus à la Cour suprême. |
| 3e             | 18-19 novembre 1947 | - Discussion et décision sur l'organisation d'un comité pour l'adoption de la constitution provisoire de la Corée. - Discussion et décision sur la rédaction d'une constitution provisoire de la Corée. - À approuvé la proposition du Comité permanent de l'Assemblée du peuple sur la préparation de la constitution provisoire de la Corée. - Organisé le comité pour l'adoption de la constitution provisoire de la Corée. - Adopté la décision de déléguer la rédaction de la constitution provisoire de la Corée à la prochaine Assemblée du peuple. - A adopté les décisions approuvées du Comité permanent de l'Assemblée populaire et du Comité populaire de Corée du Nord après la 2e session de l'Assemblée populaire. |
| 4e             | 6-7 février 1948    | - Kim Il-sung a présenté le rapport « Sur l'examen de l'exécution du plan de 1947 et du plan de développement économique du peuple de 1948 ». - Discussion et approbation de la décision sur le budget global de 1948. - Discussion du rapport du comité chargé de promulguer la constitution provisoire de la Corée. |
| Extraordinaire | 28-29 avril 1948    | - Passé en revue les résultats des travaux du débat populaire sur la rédaction de la constitution de la république populaire démocratique de Corée. - A approuvé la décision d'approuver le projet original de la constitution. |
| 5e             | 9-10 juillet 1948   | - Kim Il-sung a présenté le rapport « Sur la mise en œuvre de la constitution de la république populaire démocratique de Corée ». - Décidé de tenir une élection de l'Assemblée populaire suprême le 25 août 1948. |